# IDM-Saison 2009

Logo der Internationalen Deutschen Motorradmeisterschaft.

Bei der Internationalen Deutschen Motorradmeisterschaft 2009 wurden Titel in den Klassen IDM Superbike, IDM Supersport, IDM 125 und IDM Sidecar vergeben.
Bei den Superbikes wurden 16, in der Supersport-Klasse 15, in der 125-cm³-Klasse und bei den Sidecars je acht Rennen ausgetragen.

## Punkteverteilung
Meister wurde derjenige Fahrer beziehungsweise der Hersteller, der bis zum Saisonende die meisten Punkte erzielt hatte. Bei der Punkteverteilung wurden die Platzierungen im Gesamtergebnis des jeweiligen Rennens berücksichtigt. Die fünfzehn erstplatzierten Fahrer jedes Rennens erhielten Punkte nach folgendem Schema:
| Punkteverteilung | Punkteverteilung | Punkteverteilung | Punkteverteilung | Punkteverteilung | Punkteverteilung | Punkteverteilung | Punkteverteilung | Punkteverteilung | Punkteverteilung | Punkteverteilung | Punkteverteilung | Punkteverteilung | Punkteverteilung | Punkteverteilung | Punkteverteilung |
| ---------------- | ---------------- | ---------------- | ---------------- | ---------------- | ---------------- | ---------------- | ---------------- | ---------------- | ---------------- | ---------------- | ---------------- | ---------------- | ---------------- | ---------------- | ---------------- |
| Platz            | 1                | 2                | 3                | 4                | 5                | 6                | 7                | 8                | 9                | 10               | 11               | 12               | 13               | 14               | 15               |
| Punkte           | 25               | 20               | 16               | 13               | 11               | 10               | 9                | 8                | 7                | 6                | 5                | 4                | 3                | 2                | 1                |

In die Wertung kamen alle erzielten Punkte.

## Superbike

### Wissenswertes
- Den zweiten Lauf auf dem Hockenheimring hatte ursprünglich Jörg Teuchert gewonnen. Dieser Sieg wurde ihm aber durch das DMSB-Berufungsgericht Motorsport am 30. April 2010 aberkannt, weil ein „Rennzylinderkopf mit modifizierten Ventilsitzringen“ eingesetzt wurde.

### Rennergebnisse
|   | Datum  | Strecke              | Pole-Position        | Lauf | Platz 1           | Platz 2            | Platz 3              | Schn. Rennrunde    |
| - | ------ | -------------------- | -------------------- | ---- | ----------------- | ------------------ | -------------------- | ------------------ |
| 1 | 26.04. | EuroSpeedway Lausitz | Didier Van Keymeulen | 1    | Jörg Teuchert     | Werner Daemen      | Dario Giuseppetti    | Dario Giuseppetti  |
| 1 | 26.04. | EuroSpeedway Lausitz | Didier Van Keymeulen | 2    | Jörg Teuchert     | Martin Bauer       | Didier Van Keymeulen | Martin Bauer       |
| 2 | 17.05. | Oschersleben         | Martin Bauer         | 1    | Jörg Teuchert     | Kai-Børre Andersen | Arne Tode            | Kai-Børre Andersen |
| 2 | 17.05. | Oschersleben         | Martin Bauer         | 2    | Jörg Teuchert     | Gareth Jones       | Werner Daemen        | Kai-Børre Andersen |
| 3 | 31.05. | Nürburgring          | Werner Daemen        | 1    | Jörg Teuchert     | Stefan Nebel       | Arne Tode            | Jörg Teuchert      |
| 3 | 31.05. | Nürburgring          | Werner Daemen        | 2    | Arne Tode         | Stefan Nebel       | Jörg Teuchert        | Arne Tode          |
| 4 | 21.06. | Sachsenring          | Andreas Meklau       | 1    | Arne Tode         | Jörg Teuchert      | Günther Knobloch     | Chris Burns        |
| 4 | 21.06. | Sachsenring          | Andreas Meklau       | 2    | Gábor Rizmayer    | Chris Burns        | Roman Stamm          | Gábor Rizmayer     |
| 5 | 05.07. | Salzburgring         | Werner Daemen        | 1    | Werner Daemen     | Andreas Meklau     | Arne Tode            | Werner Daemen      |
| 5 | 05.07. | Salzburgring         | Werner Daemen        | 2    | Werner Daemen     | Andreas Meklau     | Stefan Nebel         | Gábor Rizmayer     |
| 6 | 02.08. | Schleizer Dreieck    | Arne Tode            | 1    | Dario Giuseppetti | Jörg Teuchert      | Werner Daemen        | Jörg Teuchert      |
| 6 | 02.08. | Schleizer Dreieck    | Arne Tode            | 2    | Gábor Rizmayer    | Dario Giuseppetti  | Andreas Meklau       | Gábor Rizmayer     |
| 7 | 23.08. | Assen                | Martin Bauer         | 1    | Matěj Smrž        | Martin Bauer       | Andreas Meklau       | Matěj Smrž         |
| 7 | 23.08. | Assen                | Martin Bauer         | 2    | Martin Bauer      | Andreas Meklau     | Jörg Teuchert        | Andreas Meklau     |
| 8 | 13.09. | Hockenheimring       | Jörg Teuchert        | 1    | Martin Bauer      | Jörg Teuchert      | Andreas Meklau       | Andreas Meklau     |
| 8 | 13.09. | Hockenheimring       | Jörg Teuchert        | 2    | Martin Bauer      | Matěj Smrž         | Werner Daemen        | Gábor Rizmayer     |

### Fahrerwertung
| 1  | Jörg Teuchert        | Yamaha YZF-R1     | Yamaha Motor Deutschland               | 268 |
| 2  | Stefan Nebel         | KTM RC8 R         | KTM Superbike Team Germany             | 184 |
| 3  | Werner Daemen        | BMW S 1000 RR     | Team alpha Technik - Van Zon - BMW     | 177 |
| 4  | Gábor Rizmayer       | Suzuki GSX-R 1000 | Team Suzuki Alber Bischoff             | 175 |
| 5  | Arne Tode            | Honda CBR 1000 RR | G-LAB Racing                           | 160 |
| 6  | Dario Giuseppetti    | Ducati 1098 R     | Team Hertrampf Racing / Ducati         | 138 |
| 7  | Andreas Meklau       | Yamaha YZF-R1     | Meklau Racing-Team power by MPU        | 130 |
| 8  | Martin Bauer         | Honda CBR 1000 RR | Holzhauer Racing Promotion             | 120 |
| 9  | Günther Knobloch     | Ducati 1098 R     | Team TECHNOGYM DUCATI                  | 96  |
| 10 | Roman Stamm          | Suzuki GSX-R 1000 | Suzuki Switzerland                     | 82  |
| 11 | Julian Mazuecos      | BMW S 1000 RR     | Team alpha Technik - Van Zon - BMW     | 68  |
| 12 | Gareth Jones         | Yamaha YZF-R1     |                                        | 63  |
| 13 | Kai-Børre Andersen   | Yamaha YZF-R1     |                                        | 60  |
| 14 | Didier Van Keymeulen | KTM RC8 R         | KTM Superbike Team Germany             | 59  |
| 15 | Filip Altendorfer    | BMW S 1000 RR     | Team alpha Technik - Van Zon - BMW     | 56  |
| 16 | Chris Burns          | Honda CBR 1000 RR | Holzhauer Racing Promotion             | 55  |
| 17 | Patric Muff          | Suzuki GSX-R 1000 | Team Suzuki Alber Bischoff             | 54  |
| 18 | Philipp Hafeneger    | Suzuki GSX-R 1000 | M.S.B. + Altzschner Suzuki Racing Team | 49  |

| 19 | Ghisbert van Ginhoven | Ducati 1098 R         | Racing Against Cancer              | 46 |
| 20 | Marc Wildisen         | Suzuki GSX-R 1000     |                                    | 43 |
| 21 | Nina Prinz            | Yamaha YZF-R1         | Yamaha Motor Deutschland           | 39 |
| 22 | Horst Saiger          | Suzuki GSX-R 1000     |                                    | 18 |
| 23 | Lucas De Carolis      | Kawasaki Ninja ZX-10R |                                    | 14 |
| 24 | Mark Weihe            | Honda CBR 1000 RR     | Selecta Racing                     | 10 |
| 25 | Didier Grams          | Suzuki GSX-R 1000     | ADAC Sachsen e.V.                  | 10 |
| 26 | Alex Verleye          | Yamaha YZF-R1         |                                    | 10 |
| 27 | Milos Milovanovic     | Suzuki GSX-R 1000     | Meklau Racing-Team power by MPU    | 9  |
| 28 | Łukasz Wargala        | Yamaha YZF-R1         | Yamaha Motor Deutschland           | 7  |
| 29 | Kari Vehniäinen       | Ducati 1098 R         | Team Hertrampf Racing              | 7  |
| 30 | Toni Wirsing          | BMW S 1000 RR         | Team alpha Technik - Van Zon - BMW | 7  |
| 31 | Allard Kerkhoven      | Yamaha YZF-R1         |                                    | 7  |
| 32 | Milos Cihak           | Suzuki GSX-R 1000     | PRORACE                            | 6  |
| 33 | Peter Preussler       | Suzuki GSX-R 1000     | Motorrad Stein Team Preussler      | 6  |
| 34 | Magnus Solli          | Yamaha YZF-R1         |                                    | 4  |
| 35 | Petter Solli          | Yamaha YZF-R1         |                                    | 4  |
| 36 | Carl Berthelsen       | Suzuki GSX-R 1000     | FLOOR-TEC Racing Team              | 2  |

### Konstrukteurswertung
| 1 | Yamaha | 388 |
| 2 | Honda  | 372 |
| 3 | BMW    | 283 |
| 4 | KTM    | 256 |

## Supersport

### Rennergebnisse
|   | Datum  | Strecke              | Pole-Position   | Lauf | Platz 1             | Platz 2           | Platz 3                  | Schn. Rennrunde   |
| - | ------ | -------------------- | --------------- | ---- | ------------------- | ----------------- | ------------------------ | ----------------- |
| 1 | 26.04. | EuroSpeedway Lausitz | Kevin Wahr      | 1    | Rico Penzkofer      | Sebastien Diss    | Sascha Hommel            | Rico Penzkofer    |
| 1 | 26.04. | EuroSpeedway Lausitz | Kevin Wahr      | 2    | Christian Kellner   | Pascal Eckhardt   | Herbert Kaufmann         | Rico Penzkofer    |
| 2 | 17.05. | Oschersleben         | Sascha Hommel   | 1    | Sascha Hommel       | Pascal Eckhardt   | Daniel Sutter            | Sascha Hommel     |
| 2 | 17.05. | Oschersleben         | Sascha Hommel   | 2    | Daniel Sutter       | Pascal Eckhardt   | Sascha Hommel            | Daniel Sutter     |
| 3 | 31.05. | Nürburgring          | Sascha Hommel   | 1    | Sascha Hommel       | Joshua Elliott    | Pascal Eckhardt          | Sascha Hommel     |
| 3 | 31.05. | Nürburgring          | Sascha Hommel   | 2    | Sascha Hommel       | Sebastien Diss    | Joshua Elliott           | Sascha Hommel     |
| 4 | 21.06. | Sachsenring          | Sascha Hommel   | 1    | Sebastien Diss      | Michael Peh       | Christian Kellner        | Sebastien Diss    |
| 4 | 21.06. | Sachsenring          | Sascha Hommel   | 2    | Sébastien le Grelle | Sascha Hommel     | Steven Michels           | Sebastien Diss    |
| 5 | 05.07. | Salzburgring         | Pascal Eckhardt | 1    | Sascha Hommel       | Jeremy McWilliams | Sebastien Diss           | Christian Kellner |
| 5 | 05.07. | Salzburgring         | Pascal Eckhardt | 2    | Pascal Eckhardt     | Sascha Hommel     | Sebastien Diss           | Thomas Walther    |
| 6 | 02.08. | Schleizer Dreieck    | Rico Penzkofer  | 1    | Rico Penzkofer      | Sebastien Diss    | Sascha Hommel            | Rico Penzkofer    |
| 6 | 02.08. | Schleizer Dreieck    | Rico Penzkofer  | 2    | Sebastien Diss      | Roman Raschle     | Christian Kellner        | Roman Raschle     |
| 7 | 23.08. | Assen                | Pascal Eckhardt | 1    | Sascha Hommel       | Sebastien Diss    | Marcel van Nieuwenhuizen | Sascha Hommel     |
| 7 | 23.08. | Assen                | Pascal Eckhardt | 2    | Sascha Hommel       | Sebastien Diss    | Marcel van Nieuwenhuizen | Sascha Hommel     |
| 8 | 13.09. | Hockenheimring       | Sascha Hommel   | 1    | Jörg Teuchert       | Sebastien Diss    | Thomas Walther           | Dominik Vincon    |

### Fahrerwertung
| 1  | Sascha Hommel       | Honda CBR 600 RR    | HKM PZmotorsport                    | 267 |
| 2  | Sebastien Diss      | Kawasaki ZX-6R      | BMR-GTS Racing Team                 | 261 |
| 3  | Pascal Eckhardt     | Yamaha YZF-R6       | SKM Racing-Shell Advance            | 174 |
| 4  | Christian Kellner   | Yamaha YZF-R6       | SKM Racing-Shell Advance            | 174 |
| 5  | Thomas Walther      | Yamaha YZF-R6       | ADAC Hessen Thüringen e.V.          | 127 |
| 6  | Roman Raschle       | Kawasaki ZX-6R      | Kawasaki Schnock Team Shell Advance | 124 |
| 7  | Steven Michels      | Suzuki GSX-R 600    | Team HEUER BBT                      | 106 |
| 8  | Kevin Wahr          | Triumph Daytona 675 | G-LAB Racing                        | 90  |
| 9  | Tatu Lauslehto      | Triumph Daytona 675 |                                     | 90  |
| 10 | Georg Fröhlich      | Honda CBR 600 RR    | Race-Point Berlin                   | 83  |
| 11 | Daniel Sutter       | Honda CBR 600 RR    | PCP Racing Team                     | 58  |
| 12 | Raphaël Chèvre      | Triumph Daytona 675 | Team Payet Racing Triumph           | 56  |
| 13 | Joshua Elliott      | Honda CBR 600 RR    | Racedays Superbike Academy          | 49  |
| 14 | Michael Peh         | Yamaha YZF-R6       | Team BSR                            | 48  |
| 15 | Meik Kevin Minnerop | Kawasaki ZX-6R      | BMR-GTS Racing Team                 | 48  |
| 16 | Jeremy McWilliams   | Honda CBR 600 RR    | Racedays Superbike Academy          | 44  |
| 17 | Sébastien le Grelle | Honda CBR 600 RR    |                                     | 32  |

| 18 | Marcel van Nieuwenhuizen | Yamaha YZF-R6       |                                     | 32 |
| 19 | Nigel Walraven           | Suzuki GSX-R 600    |                                     | 31 |
| 20 | Yves Polzer              | Yamaha YZF-R6       | Team MRC Austria                    | 27 |
| 21 | Herbert Kaufmann         | Yamaha YZF-R6       | Team Romero                         | 26 |
| 22 | Leon Bovee               | Yamaha YZF-R6       |                                     | 21 |
| 23 | Rino Caluzi              | Yamaha YZF-R6       | SKM Racing-Shell Advance            | 21 |
| 24 | Marc Moser               | Triumph Daytona 675 | G-LAB Racing                        | 18 |
| 25 | Ronald ter Braake        | Honda CBR 600 RR    | Racing Against Cancer               | 17 |
| 26 | Thomas Mayer             | Suzuki GSX-R 600    | Team Suzuki Mayer                   | 17 |
| 27 | Kevin van Leuven         | Yamaha YZF-R6       |                                     | 15 |
| 28 | Swen Ahnendorp           | Yamaha YZF-R6       |                                     | 12 |
| 29 | Daniel Puffe             | Yamaha YZF-R6       | Penz13.com                          | 10 |
| 30 | Tim Böhringer            | Yamaha YZF-R6       | ADAC Württemberg e.V.               | 8  |
| 31 | Nelson Rolfes            | Yamaha YZF-R6       |                                     | 5  |
| 32 | Sarah Heide              | Suzuki GSX-R 600    | LAUX Racing-ADAC Team Sachsen       | 5  |
| 33 | Alex Schacht             | Yamaha YZF-R6       |                                     | 3  |
| 34 | Remo Leemann             | Kawasaki ZX-6R      | Kawasaki Schnock Team Shell Advance | 1  |

## 125-cm³-Klasse

### Wissenswertes
- Marcel Schrötter sicherte sich zum zweiten Mal in Folge den 125-cm³-Titel. Zuletzt gelang dies, in dieser Klasse, Alfred Waibel in der Saison 1988.

### Rennergebnisse
|   | Datum  | Strecke              | Pole-Position    | Lauf | Platz 1          | Platz 2              | Platz 3              | Schn. Rennrunde      |
| - | ------ | -------------------- | ---------------- | ---- | ---------------- | -------------------- | -------------------- | -------------------- |
| 1 | 26.04. | EuroSpeedway Lausitz | Marcel Schrötter | 1    | Marcel Schrötter | Jakub Jantulik       | Michael van der Mark | Marcel Schrötter     |
| 2 | 17.05. | Oschersleben         | Marcel Schrötter | 1    | Marcel Schrötter | Marvin Fritz         | Luca Grünwald        | Marcel Schrötter     |
| 3 | 31.05. | Nürburgring          | Marcel Schrötter | 1    | Marcel Schrötter | Karel Pešek          | Jakub Jantulik       | Marcel Schrötter     |
| 4 | 21.06. | Sachsenring          | Stefan Bradl     | 1    | Jonas Folger     | Jakub Kornfeil       | Marcel Schrötter     | Jonas Folger         |
| 5 | 05.07. | Salzburgring         | Marcel Schrötter | 1    | Karel Pešek      | Marcel Schrötter     | Daniel Kartheininger | Karel Pešek          |
| 6 | 02.08. | Schleizer Dreieck    | Marcel Schrötter | 1    | Marcel Schrötter | Marvin Fritz         | Daniel Kartheininger | Marcel Schrötter     |
| 7 | 23.08. | Assen                | Marcel Schrötter | 1    | Marcel Schrötter | Michael van der Mark | Luca Grünwald        | Marcel Schrötter     |
| 8 | 13.09. | Hockenheimring       | Marcel Schrötter | 1    | Marcel Schrötter | Marvin Fritz         | Luca Grünwald        | Michael van der Mark |

### Fahrerwertung
| 1  | Marcel Schrötter       | Honda RS 125   | MC Augsburg e.V. im ADAC       | 195 |
| 2  | Marvin Fritz           | Honda RS 125   | LHF-Project Racing             | 93  |
| 3  | Karel Pešek            | Aprilia RS 125 |                                | 92  |
| 4  | Luca Grünwald          | Honda RS 125   | ADAC Sport Team Südbayern e.V. | 77  |
| 5  | Michael van der Mark   | Honda RS 125   | Dutch Racing Team              | 67  |
| 6  | Jan Bühn               | Seel-Honda 125 | Kiefer Racing                  | 63  |
| 7  | Jakub Jantulik         | Aprilia RS 125 |                                | 61  |
| 8  | Daniel Kartheininger   | Seel 125       | Freudenberg Racing Team        | 58  |
| 9  | Toni Finsterbusch      | Seel 125       | Freudenberg Racing Team        | 57  |
| 10 | Giulian Pedone         | Aprilia RS 125 | RZT Racing                     | 38  |
| 11 | Eric Hübsch            | Aprilia RS 125 | Team Sachsenring               | 38  |
| 12 | Jakub Jantulik         | Aprilia RS 125 |                                | 38  |
| 13 | Eric Vionnet           | Honda RS 125   | RBS-Racing                     | 36  |
| 14 | Alexander Kristiansson | Honda RS 125   |                                | 34  |

| 15 | Gyger Kilian        | Aprilia RS 125 | Team Sachsenring               | 27 |
| 16 | Eric Lindroth       | Honda RS 125   | Motorcycle-competition-Service | 25 |
| 17 | Frank van den Dragt | Honda RS 125   |                                | 21 |
| 18 | Patrick Meile       | Honda RS 125   | Albatros Racing Team           | 18 |
| 19 | Kevin Hanus         | Honda RS 125   | ADAC Team Nordbayern e.V.      | 18 |
| 20 | Eeki Kuparinen      | Honda RS 125   | FLOOR-TEC Racing Team          | 16 |
| 21 | Marcel Weihe        | Honda RS 125   | Selecta Racing                 | 10 |
| 22 | Ernst Dubbink       | EvL 125        |                                | 10 |
| 23 | Quentin Jacquet     | Aprilia RS 125 | RZT Racing                     | 8  |
| 24 | Pepijn Bijsterbosch | Seel-Honda 125 |                                | 7  |
| 25 | Kevin Valk          | Honda RS 125   |                                | 4  |
| 26 | Katrin Meyer        | Honda RS 125   | ADAC Team Nordbayern e.V.      | 4  |
| 27 | Florian Alt         | Honda RS 125   | ADAC Nordrhein Sport-Team e.V. | 4  |
| 28 | Joel Bigler         | Seel 125       | Freudenberg Racing Team        | 1  |

## Gespanne

### Rennergebnisse
|   | Datum  | Strecke              | Pole-Position                   | Platz 1                         | Platz 2                        | Platz 3                               | Schn. Rennrunde                 |
| - | ------ | -------------------- | ------------------------------- | ------------------------------- | ------------------------------ | ------------------------------------- | ------------------------------- |
| 1 | 26.04. | EuroSpeedway Lausitz | Markus Schlosser / Adolf Hänni  | Markus Schlosser / Adolf Hänni  | Kurt Hock / Enrico Becker      | Wolfram Centner / Andy Wolfram        | Markus Schlosser / Adolf Hänni  |
| 2 | 17.05. | Oschersleben         | Markus Schlosser / Adolf Hänni  | Markus Schlosser / Adolf Hänni  | Tim Reeves / Tristan Reeves    | Mike Roscher / Grégory Cluze          | Markus Schlosser / Adolf Hänni  |
| 3 | 31.05. | Nürburgring          | Markus Schlosser / Adolf Hänni  | Markus Schlosser / Adolf Hänni  | Kurt Hock / Enrico Becker      | Peter Schröder / Anna Burkard         | Markus Schlosser / Adolf Hänni  |
| 4 | 21.06. | Sachsenring          | Tim Reeves / Tristan Reeves     | Tim Reeves / Tristan Reeves     | Markus Schlosser / Adolf Hänni | Kurt Hock / Enrico Becker             | Tim Reeves / Tristan Reeves     |
| 5 | 05.07. | Salzburgring         | Markus Schlosser / Thomas Hofer | Markus Schlosser / Thomas Hofer | Kurt Hock / Enrico Becker      | Peter Schröder / Anna Burkard         | Markus Schlosser / Thomas Hofer |
| 6 | 02.08. | Schleizer Dreieck    | Tim Reeves / Tristan Reeves     | Markus Schlosser / Adolf Hänni  | Kurt Hock / Enrico Becker      | Robert Zimmermann / Maik Ziegler      | Markus Schlosser / Adolf Hänni  |
| 7 | 23.08. | Assen                | Markus Schlosser / Thomas Hofer | Markus Schlosser / Thomas Hofer | Kurt Hock / Enrico Becker      | Michael Grabmüller / Bernd Grabmüller | Kurt Hock / Enrico Becker       |
| 8 | 13.09. | Hockenheimring       | Markus Schlosser / Adolf Hänni  | Markus Schlosser / Adolf Hänni  | Mike Roscher / Grégory Cluze   | Kurt Hock / Enrico Becker             | Markus Schlosser / Adolf Hänni  |

### Fahrerwertung
| 1  | Markus Schlosser   | Adolf Hänni bzw. Thomas Hofer | LCR-Suzuki |                                                | 195 |
| 2  | Kurt Hock          | Enrico Becker                 | LCR-Suzuki | BVD Bauspar-Immobilienvermittlungs-Dienst GmbH | 145 |
| 3  | Wolfram Centner    | Andy Wolfram                  | LCR-Suzuki | ADAC Sachsen e.V.                              | 99  |
| 4  | Peter Schröder     | Anna Burkard                  | LCR-Suzuki |                                                | 92  |
| 5  | Robert Zimmermann  | Maik Ziegler                  | LCR-Suzuki |                                                | 78  |
| 6  | Konrad Brändle     | Mike Helbig                   | LCR-Suzuki |                                                | 65  |
| 7  | Michael Grabmüller | Bernd Grabmüller              | RSR Suzuki | Delta-Racing                                   | 63  |
| 8  | Stefan Dodd        | David Dodd                    | LCR-Yamaha |                                                | 57  |
| 9  | Harald Hainbucher  | Stefan Trautner               | RSR Suzuki | Polizei-Sport-Verein-Wels                      | 47  |
| 10 | Tim Reeves         | Tristan Reeves                | LCR-Suzuki | Prof. Dr. Sallmon GmbH                         | 45  |
| 11 | Mike Roscher       | Grégory Cluze                 | LCR-Suzuki | ADAC Hessen-Thüringen e.V.                     | 36  |

| 12 | Alfons Steffes     | Gerd Görlich                        | LCR-Suzuki    |                           | 34 |
| 13 | Dieter Eilers      | Achim Freund                        | RSR Suzuki    |                           | 31 |
| 14 | Uwe Gürck          | Manuel Eckert                       | LCR-Suzuki    | MSC Calw e.V. im ADAC     | 29 |
| 15 | Walter Röllin      | Priska Burkart                      | LCR-Suzuki    |                           | 27 |
| 16 | Jakob Rutz         | Rita Aeberli                        | LCR-Yamaha    |                           | 16 |
| 17 | Christian Ruppert  | Ursula Ruppert                      | LCR-Yamaha    | ADAC Team Nordbayern e.V. | 14 |
| 18 | Felix Bereuter     | Thomas Hofer bzw. Sophia Kirchhofer | LCR Swissauto |                           | 9  |
| 19 | Olivier Purtschert | Priska Müri                         | LCR-Suzuki    | Kraftwerk Racing          | 8  |
| 20 | Stefan Kiser       | Helmut Engelmann                    | LCR-Suzuki    |                           | 7  |
| 21 | Chris Baert        | Jens Wasiak                         | RCN-Suzuki    |                           | 4  |
| 22 | Anthony Green      | Andy Kolloch                        | LCR-Honda     |                           | 4  |

## Rahmenrennen
- Im Rahmen der Internationalen Deutschen Motorradmeisterschaft 2009 fanden 8 Rennen zum Yamaha R6-Dunlop Cup und sechs Rennen zum ADAC Junior Cup statt.